# San Antonio (Florida)
San Antonio is een plaats (city) in de Amerikaanse staat Florida, en valt bestuurlijk gezien onder Pasco County.

## Demografie
Bij de volkstelling in 2000 werd het aantal inwoners vastgesteld op 655.
In 2006 is het aantal inwoners door het United States Census Bureau geschat op 1039,.

## Geografie
Volgens het United States Census Bureau beslaat de plaats een oppervlakte van
3,2 km², geheel bestaande uit land. San Antonio ligt op ongeveer 57 m boven zeeniveau.